# Eduard von Toll

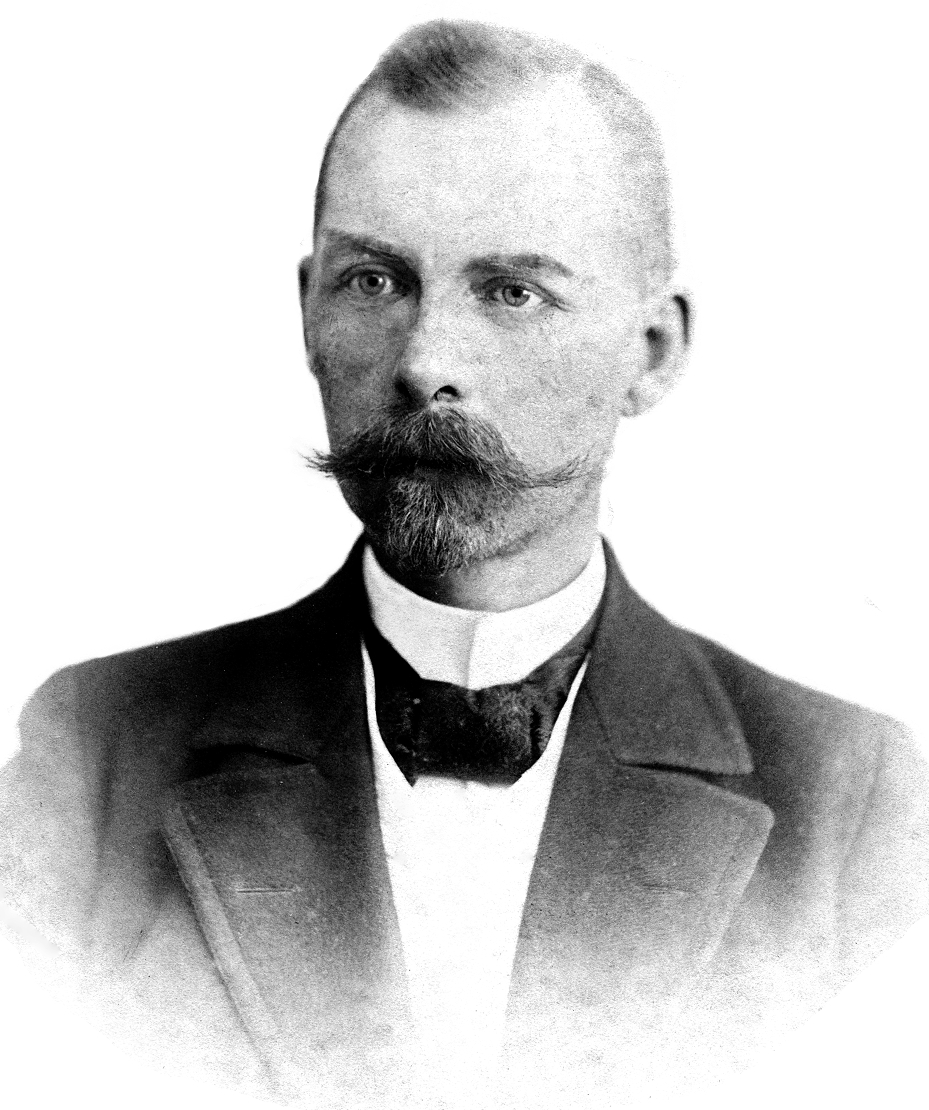
Eduard von Toll

Freiherr Eduard Gustav von Toll (russisch Эдуард Васильевич Толль, Eduard Wassiljewitsch Toll; * 2. Märzjul. / 14. März 1858greg. in Reval; † 1902 in der Ostsibirischen See) war ein russischer Naturforscher und Polarforscher deutschbaltischer Abstammung.

## Leben
Eduard war Angehöriger der Adelsfamilie von Toll.
Er schloss sein Studium der Mineralogie, Medizin und Zoologie 1882 an der Kaiserlichen Universität Dorpat ab und nahm anschließend an einer zoologischen und geologischen Expedition nach Algerien und den Balearen teil. Nach seiner Rückkehr blieb er als Laborassistent an der Universität.
Auf Fürsprache Friedrich Schmidts, des Direktors des Geologischen Museums der Russischen Akademie der Wissenschaften, konnte Toll von 1885 bis 1886 an einer von der Akademie organisierten und von Alexander von Bunge geleiteten Polarexpedition zur sibirischen Festlandsküste zwischen dem Lenadelta und der Mündung der Kolyma sowie zu den Neusibirischen Inseln teilnehmen. Toll und Bunge operierten dabei die meiste Zeit unabhängig voneinander. Toll erforschte zunächst den Unterlauf der Jana, wobei er ein besonderes Interesse an den für Funde von Wollhaarmammuts und Wollnashörnern bekannten Sedimenten des Permafrosts zeigte. Anschließend reiste er westlich an der Küste entlang bis nach Bulun im Lenadelta und zurück nach Kasatschje, wo er mit Bunge überwinterte. Im März und April 1886 reiste Toll an den Fluss Buor-Jurach, wo 1863 ein Mammut gefunden worden war, um die Fundstelle geologisch zu untersuchen. Im Mai setzte er mit zwei Jakuten zur Großen Ljachowinsel und auf die Kotelny-Insel über, wo er sich kurz mit Bunge traf. Wieder von diesem getrennt reiste er ostwärts über Bungeland, das er nach dem Expeditionsleiter benannte, und die Faddejewski-Insel nach Neusibirien. Anschließend kehrte er auf die Kotelny-Insel zurück und fuhr an dessen Westküste nach Norden. Am 28. August meinte er, von der Nordküste der Kotelny-Insel Land im Nordosten zu erblicken, wie schon 75 Jahre zuvor Mathias von Hedenström und Jakow Sannikow. Toll war überzeugt, Sannikow-Land wiederentdeckt zu haben, das Pjotr Anjou 1820 bis 1824 nicht hatte finden können.
1893 wurde Toll von der Russischen Akademie der Wissenschaften mit der Leitung einer Expedition ins nördliche Jakutien betraut, deren vorrangige Aufgabe es war, den Fundort eines kürzlich entdeckten Mammuts zu inspizieren und den Kadaver – wenn möglich – nach Sankt Petersburg zu bringen. Darüber hinaus wurde ihm für weitere Unternehmungen relativ freie Hand gelassen. Er entschied sich dafür, Fridtjof Nansen bei seiner Fram-Expedition nicht nur durch die Lieferung von Schlittenhunden, sondern auch durch das Anlegen von Versorgungsdepots auf den Neusibirischen Inseln zu unterstützen, die diesem im Fall, dass die Fram dem Eisdruck nicht standhalten würde, einen sicheren Weg in bewohnte Gebiete garantieren sollten. Anschließend erforschte Toll den unteren Lauf der Lena und der Chatanga. Toll war der erste Forscher, der das Plateau zwischen Anabar und Popigai und den Prontschischtschewa-Rücken zwischen Olenjok und Anabar kartierte, den er nach dem russischen Polarforscher Wassili Prontschischtschew benannte.
1899 beteiligte sich Toll als Geologe und Meeresbiologe an Stepan Makarows Expedition an Bord des Eisbrechers Jermak nach Spitzbergen.

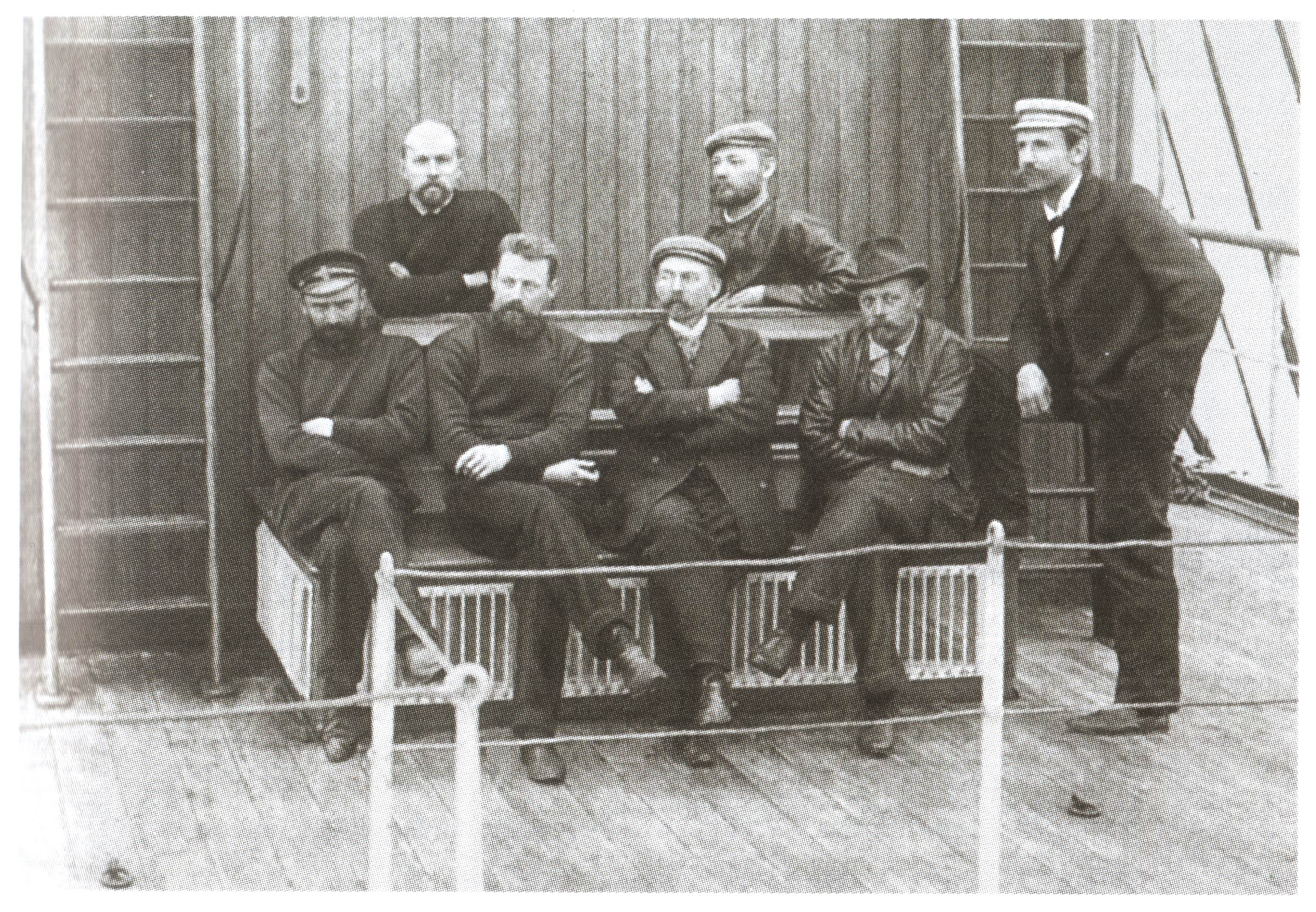
Teilnehmer der Sarja-Expedition: Koltschak, Mattiessen, Kolomeizew, Toll, Walter, Bjalynizki-Birulja, Seeberg (v. l. n. r.)

Die Routen der Sarja 1901, von Tolls Schlittenreise 1902 und von Koltschaks sowie Brusnews Suchexpeditionen 1903

Im selben Jahr bewilligte die Akademie ihm 180.000 Rubel für eine Schiffsexpedition zur Erforschung der Taimyrhalbinsel und für die Suche nach Sannikow-Land. Im Juli reiste er nach Norwegen und kaufte den mit einem 228-PS-Motor ausgestatteten Schoner Harald Harfager, den er in Sarja („Morgenrot“) umbenannte und auf Colin Archers Werft in Larvik auf die Reise vorbereiten ließ. Am 23. Juni 1900 verließ die Sarja unter dem Kommando von Nikolai Nikolajewitsch Kolomeizew den Marinestützpunkt Kronstadt. Das wissenschaftliche Personal bestand neben Toll, der für die geologischen Arbeiten zuständig war, aus dem Zoologen Alexei Bjalynizki-Birulja, dem Astronomen Friedrich Seeberg und dem Schiffsarzt und zweiten Zoologen Hermann von Walter. Für die hydrologischen Arbeiten war der zweite Offizier Alexander Koltschak verantwortlich. Nach einem Zwischenstopp in Dikson durchfuhr die Sarja die Inselwelt der Karasee, wobei sie in dem flachen und wenig bekannten Gewässer um die Minin-Schären dreimal auf Grund lief. Die Wissenschaftler landeten auf vielen Inseln, und Toll benannte eine große Zahl geographischer Orte. Drei Wochen lang war das Schiff in der Middendorff-Bucht von Treibeis eingeschlossen, bis es wieder freikam und schließlich am 26. September seinen Ankerplatz für die erste Überwinterung in der Colin-Archer-Bucht südlich der Nansen-Insel fand. Da die Brennvorräte stark abgenommen hatten, versuchte Toll die Akademie um eine Kohlelieferung zur Kotelny-Insel zu bitten. Dazu schickte er Kolomeizew, zu dem er ein angespanntes Verhältnis hatte, im April 1901 mit einem Schreiben zur Mündung des Jenissei. Der erste Offizier Fjodor Mattiessen übernahm das Kommando über die Sarja.
Im Frühling und Sommer 1901 erforschte Toll auf ausgedehnten Schlittenreisen die Küste der Taimyrhalbinsel bis zur Mündung der Taimyra, während Mattiessen den Nordenskiöld-Archipel kartierte. Die Sarja kam Ende August aus dem Eis frei und umfuhr am 2. September als drittes Schiff überhaupt Kap Tscheljuskin. Die Laptewsee wurde in östlicher Richtung durchfahren, bis am 11. September die Bennett-Insel in Sichtweite kam. Toll musste bald einsehen, dass er bei den herrschenden Eisverhältnissen weder die Bennett-Insel noch Sannikow-Land weiter nördlich erreichen konnte. Deshalb begab er sich mit dem Schiff an die Westküste der Kotelny-Insel, um dort an der Nerpalachbucht zu überwintern. Hier traf er auf eine Hilfsexpedition unter Leitung des Geologen Konstantin Wollossowitsch, die gerade Lebensmitteldepots zur Absicherung von Tolls Expedition angelegt hatte und eine meteorologische Station betrieb.
Gemeinsam mit Wollossowitsch ging Toll auf eine geologische Exkursion. Am 3. Januar 1902 starb Hermann von Walter an einem Herzinfarkt und wurde zwei Tage später begraben. Toll begleitete Wollossowitsch auf dessen Rückreise nach Jakutsk bis über die Laptew-Straße und besuchte auf dem Rückweg kurz die Insel Stolbowoi. Im April schickte Toll Mattiessen mit dem Schlitten nach Norden, wo er nach Sannikow-Land suchen sollte. Im Mai begab Bialynizki-Birulja sich auf die Insel Neusibirien, die er bis in den Dezember hinein gründlich erforschte. Anschließend reiste er unabhängig vom Rest der Expedition heim.
Koltschak kartierte im Mai die Belkowski-Insel, und Toll reiste im Juni mit Seeberg und zwei Helfern, dem Ewenken Nikolai Protodjakonow und dem Jakuten Wassili Gorochow, mit Schlitten zur Bennett-Insel. Mattiessen hatte den Auftrag, die Gruppe dort mit der Sarja wieder abzuholen, als das Schiff am 21. August aus dem Eis freikam, gelang es ihm jedoch nicht, sich der Bennett-Insel zu nähern. Entsprechend seinen Instruktionen für diesen Fall steuerte er das Schiff nach Tiksi, wo es blieb, und kehrte mit dem Rest der Expedition über die Lena und auf dem Landweg nach Sankt Petersburg zurück. Toll und Seeberg verließen mit ihren jakutischen Helfern im November 1902 die Bennett-Insel und verschwanden spurlos. Eine Rettungsexpedition, die 1903 von Koltschak geleitet wurde, fand zwar die Tagebücher und wissenschaftlichen Sammlungen der Sarja-Expedition, Toll und seine Männer blieben aber verschollen. Eine zweite Hilfsexpedition unter dem Kommando von Michail Brusnew suchte die Küsten der Neusibirischen Inseln nach Spuren der Vermissten ab.

## Ehrungen
- Nach Eduard von Toll sind ein Berg auf Nowaja Semlja und die große Eiskappe auf der Bennett-Insel ebenso benannt wie eine Bucht der Taimyrhalbinsel und ein Kap auf der Insel Zirkul. Außerdem trägt ein Plateau auf der Kotelny-Insel und der Nunatak Gora Tollja in der Antarktis seinen Namen.
- 2017 wurde der Flüssiggastanker Eduard Toll von der Projektgesellschaft Yamal LNG in Dienst gestellt.